# Veliki Školj (Klek)
Veliki Školj je nenaseljen otok u Malostonskom zaljevu koji pripada Bosni i Hercegovini, te je uz Mali Školj jedan od dva bosanskohercegovačka otoka u Jadranskom moru. Otok se prostire na oko 7600 četvornih metara.
Privremeni režim granice na moru između Hrvatske i Bosne i Hercegovine utvrđen je 1999. godine. Neumski sporazum o privremenoj granici potpisali su Franjo Tuđman i Alija Izetbegović, a nikada nije ratificiran zbog izbijanja prijepora oko vlasništva nad ova dva otoka i vrha poluotoka Kleka. Hrvatska osporava valjanost Neumskog sporazuma i smatra otok svojim teritorijem. Posljednji pokušaj ratifikacije sporazuma u Saboru pokrenula je 2012. godine tadašnja ministrica vanjskih i europskih poslova Vesna Pusić.

## Vlasništvo
Veliki Školj je od 1974. godine privatno vlasništvo neumske obitelji Putica. Tihomir Putica, jedan od vlasnika, navodi da otok svakako pripada Bosni i Hercegovini, te da se zemljišna dokumentacija za otok može dobiti isključivo u Općini Neum. "Ako je sve u Neumu, koji je u BiH, onda ne znam kome pripadaju otoci, sigurno ne pripadaju Izraelu", izjavio je Putica.